# Saint-Martin-sur-Écaillon
Saint-Martin-sur-Écaillon település Franciaországban, Nord megyében. Lakosainak száma 492 fő (2022. január 1.). Saint-Martin-sur-Écaillon Bermerain, Escarmain, Haussy, Vendegies-sur-Écaillon és Vertain községekkel határos.

## Népesség
A település népessége az elmúlt években az alábbi módon változott:
| Lakosok száma | 519  | 525  | 528  | 515  | 510  | 506  | 502  | 500  | 492  |
|               | 2013 | 2015 | 2016 | 2017 | 2018 | 2019 | 2020 | 2021 | 2022 |